# Davidson (North Carolina)
Davidson ist eine Kleinstadt im Mecklenburg County im US-Bundesstaat North Carolina. Das U.S. Census Bureau hat bei der Volkszählung 2020 eine Einwohnerzahl von 15.106 ermittelt.
Zu einem Teil reicht das Gemeindegebiet im Norden bis in den Iredell County. Westlich der Stadt befindet sich der Lake Norman, 30 km südlich die siebzehntgrößte Stadt der USA Charlotte (North Carolina).
Der Ort ist nach General William Lee Davidson (Amerikanischer Unabhängigkeitskrieg) benannt.
Bemerkenswert ist neben dem Davidson College die Tatsache, dass die US-Fußballnationalmannschaft hier bereits einige Länderspiele der Damen ausgetragen hat, unter anderem gegen Deutschland.

## Persönlichkeiten
- James McNair Baker (1821–1892), Politiker
- John Everett Brady (1860–1941), Philologe
- Anthony Foxx (* 1971), Politiker
- Julia Brown (* 1996), Volleyballspielerin